# Conflans-en-Jarnisy
Conflans-en-Jarnisy ist eine französische Gemeinde mit 2378 Einwohnern (Stand 1. Januar 2022) im Département Meurthe-et-Moselle in der Region Grand Est (bis 2015 Lothringen). Sie gehört zum Arrondissement Val-de-Briey und ist Mitglied im Gemeindeverband Communauté de communes Orne Lorraine Confluences. Die Einwohner werden Conflanais und Conflanaises genannt.

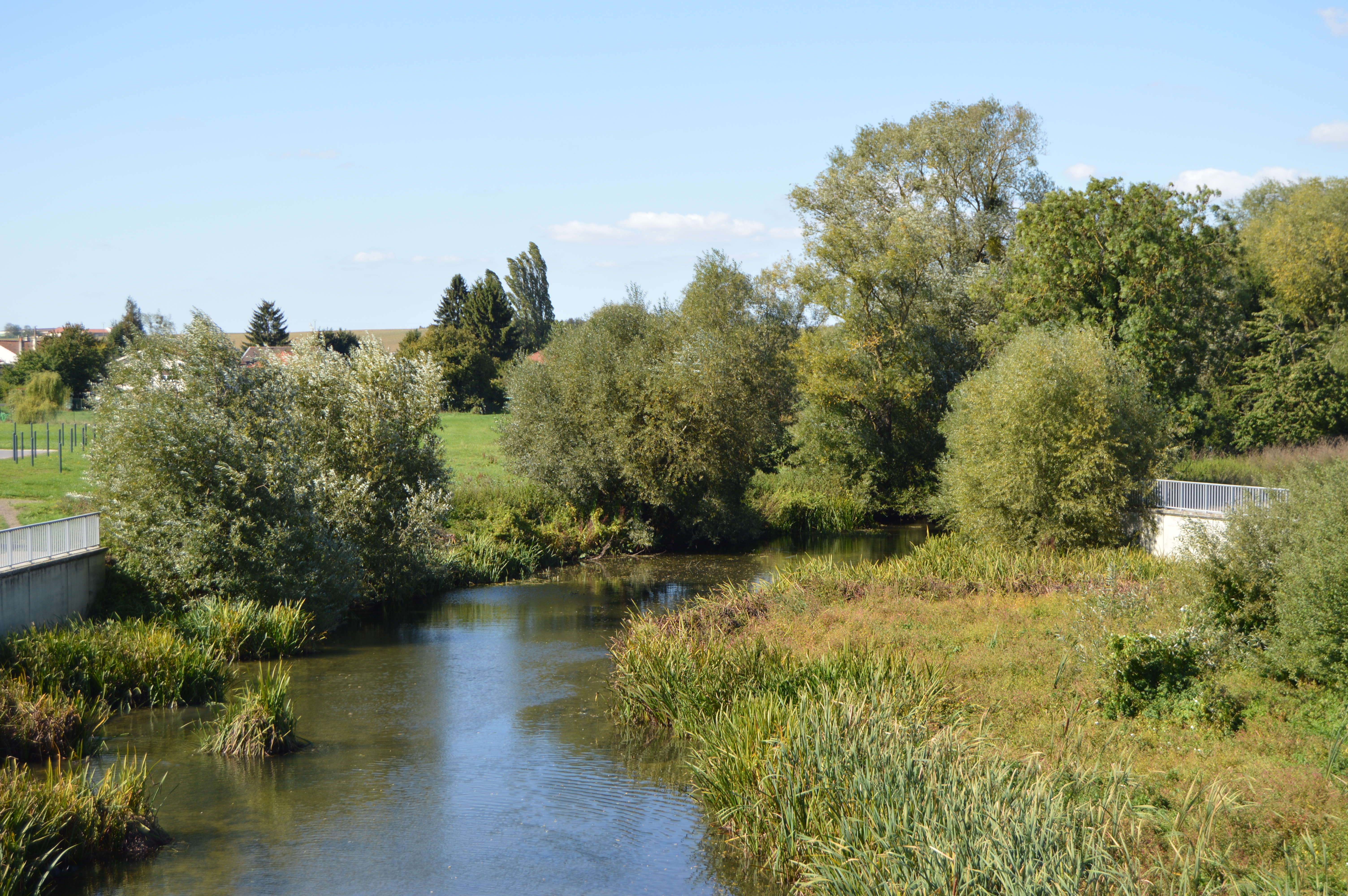
Die Orne im Zentrum der Gemeinde

## Geografie
Die Gemeinde im Norden Lothringens liegt 20 Kilometer westlich von Metz an der Orne.
Umgeben wird Conflans-en-Jarnisy von den fünf Nachbargemeinden:
|          | Abbéville-lès-Conflans                      | Labry |
| Boncourt | Kompassrose, die auf Nachbargemeinden zeigt |       |
|          | Friauville                                  | Jarny |

## Geschichte
Zu gallo-römischer Zeit gab es hier bereits erste Besiedlungen. 
Die Historiker sind sich nicht einig, ob das in einer Schenkung an das Kloster Lorsch 768 genannte „Conflents“ hierher gehört (CL II 3642). 
Die französische Geschichtsschreibung ist sich aber sicher, dass die Abtei Gorze spätestens 785/786 hier Besitz hatte (Gorze_128 in francia.ahlfeldt.se).
Die Existenz einer Burg war im Jahr 1093 belegt sowie deren Zerstörung 1636.

### Bevölkerungsentwicklung
| Jahr      | 1962 | 1968 | 1975 | 1982 | 1990 | 1999 | 2009 | 2019 |
| Einwohner | 2802 | 2850 | 2593 | 2890 | 2728 | 2502 | 2427 | 2383 |

## Sehenswürdigkeiten
- Pfarrkirche Saint-Martin von 1844
- Beinhaus aus dem 16. Jahrhundert (seit 1987 als Monument historique eingeschrieben)
- Museum für Schaustellerkunst

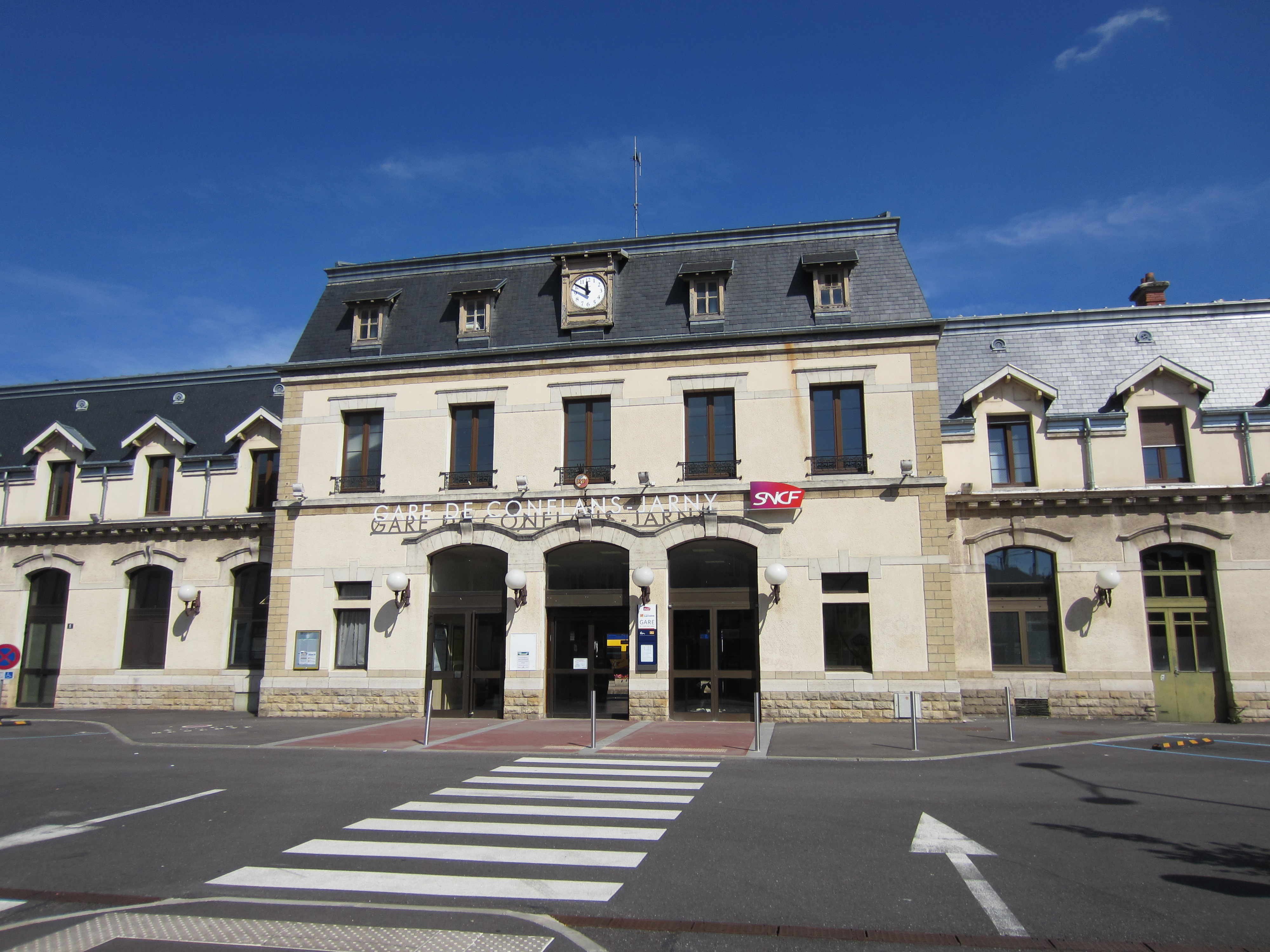
Bahnhofsgebäude

- Ehemaliges Pfarramt (Skulpturen als Monuments historiques)
- Schlossruine, ursprünglich eine Burg aus dem 11. Jahrhundert

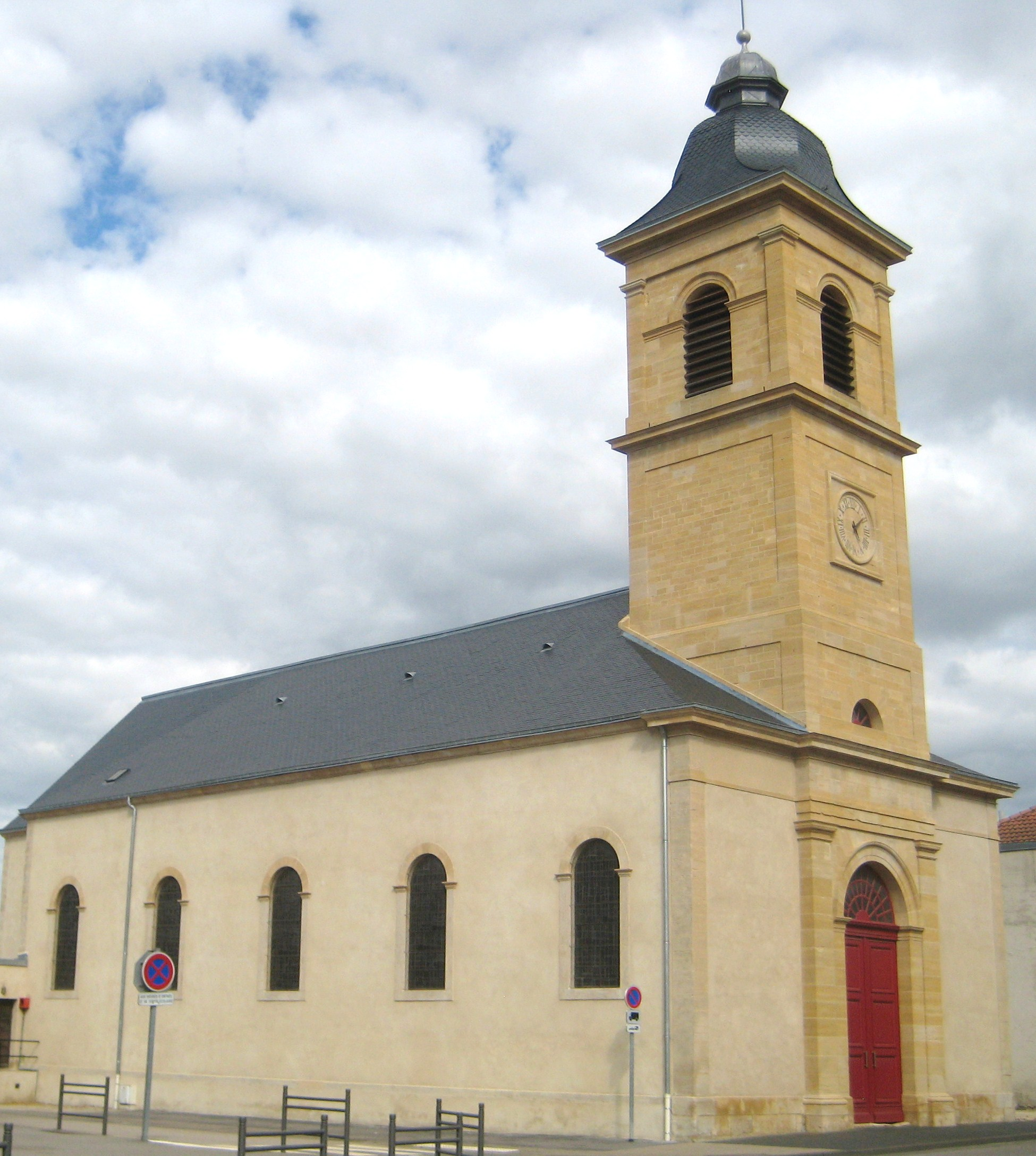
Pfarrkirche Saint-Martin
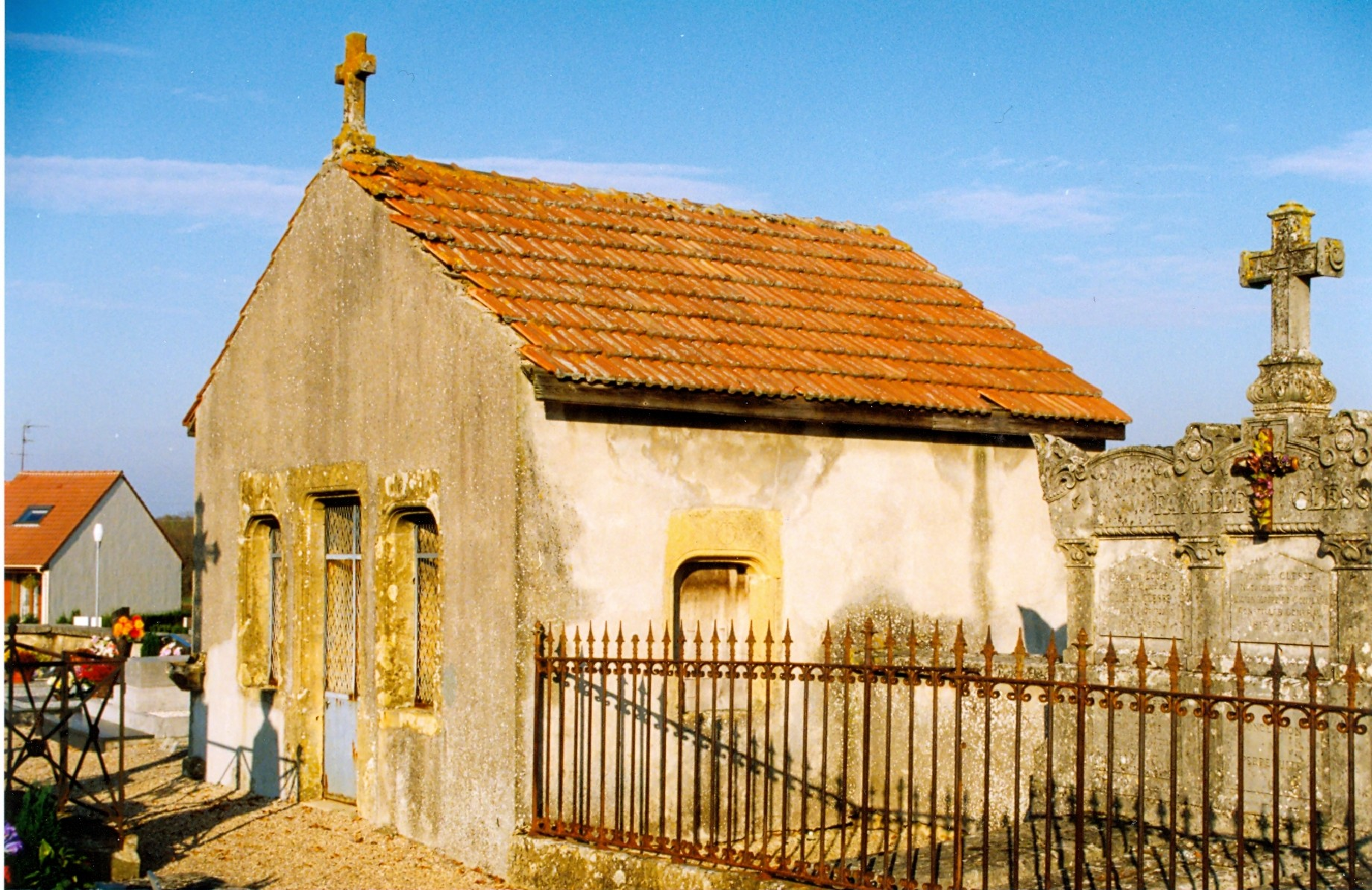
Beinhaus
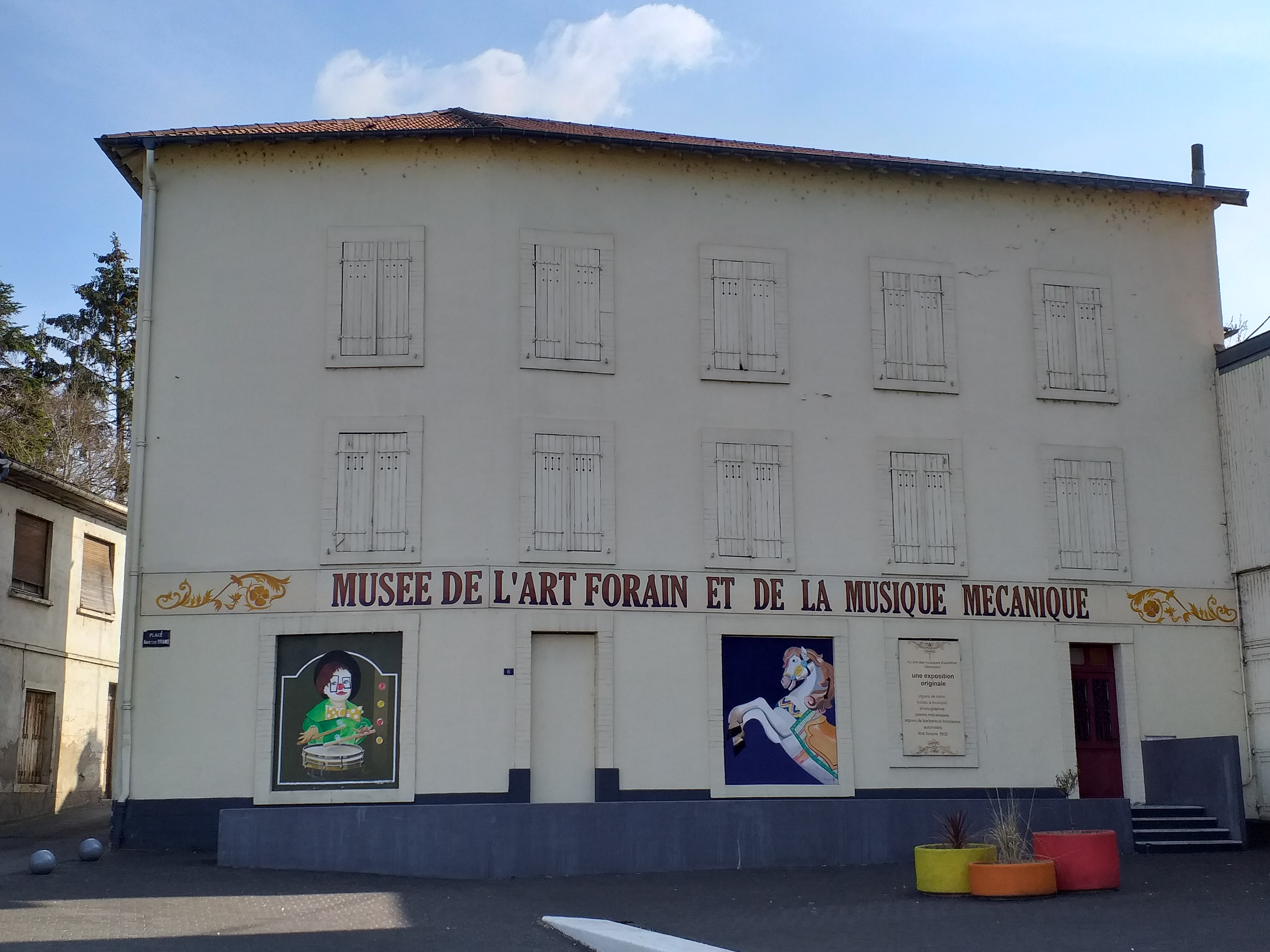
Museum für Schaustellerkunst

## Verkehr
Im Bahnhof Conflans-Jarny treffen die Bahnstrecken Saint-Hilaire-au-Temple–Hagondange, Longuyon–Pagny-sur-Moselle und Conflans-Jarny–Metz aufeinander.